# Half-Real. Video Games Between Rules and Fictional Worlds
 (novembre 2022).
- Si vous ne connaissez pas le sujet, laissez ce bandeau (vous pouvez alors contacter les auteurs).
- Si vous supprimez le contenu mis en cause (vous pouvez préalablement contacter les auteurs),

argumentez précisément cette suppression dans la page de discussion
(un manque de référence n'est pas un argument ; une recherche réelle de référence doit avoir été effectuée, être formellement documentée).
 (novembre 2022).
Si vous disposez d'ouvrages ou d'articles de référence ou si vous connaissez des sites web de qualité traitant du thème abordé ici, merci de compléter l'article en donnant les références utiles à sa vérifiabilité et en les liant à la section « Notes et références ».

## Présentation du livre
Half-real est un livre écrit par Jesper Juul (paru en 2005) qui traite du système de règles et de fictions dans le jeu vidéo. Le livre énonce ce qu’est un jeu-vidéo dans modèle nommé « néo-classique » des critères tel que :
Le système de règles formels, des résultats quantifiables et variables, une valorisation différente , l’effort du joueur , l’attachement émotionnel du joueur ainsi que la négociation des conséquences de l’activité.
Jesper Juul traite du jeu comme une fiction en expliquant le fait que le monde d’un jeu est quelque chose que le joueur peut souvent choisir d’imaginer à souhait, de la différence qui le sépare des règles. Il parle aussi du déni de la fiction car les règles sont ce qui font un jeu : un jeu, la fiction est incidentelle pour déterminer ce qui peut être qualifié de jeu, qu’il peut être intéressant sans fiction, un jeu contenant un monde fictionnel intéressant peut être un mauvais jeu et que la fiction dans les jeux n’est pas importante.

### Le jeu vidéo et le modèle néo-classique
Jesper Juul définit le jeu comme étant basé sur un système de règles formelles avec des variables et des résultats quantifiables. Tous les jeux possèdent six caractéristiques : systèmes fondé sur des règles, avec des résultats variables et quantifiables, où différents résultats se voient attribuer différentes valeurs, où le joueur doit fournir un effort pour faire changer le résultat, le joueur se sent émotionnellement attaché au résultat et les conséquences sont optionnelles et négociables. Ces catégories fonctionnent sur trois niveaux : le niveau du jeu lui-même, comme un ensemble de règles ; le niveau de la relation du joueur avec le jeu ; et le niveau entre l’activité du jeu et le reste du monde.

## Règles et Fiction

### Règles
Juul parle d’un paradoxe : “Alors que les règles elles-mêmes sont généralement définies, sans ambiguïté et faciles à utiliser, le plaisir d'un jeu dépend de ces règles faciles à utiliser présentant des défis qui ne peuvent pas être surmontés facilement.”
Il y a deux structures de règles qui permettent de proposer des challenges aux joueurs : 
- Les jeux émergents (un certain nombre de règles simples permettant de multiples variations)

- Les jeux de progressions (des défis séparés présentés en séries)

Les règles fonctionnent de cette manière :
1. Une règle spécifique doit être suffisamment claire pour que les joueurs puissent s'entendre sur la façon de l'utiliser. Les règles décrivent ce que les joueurs peuvent et ne peuvent pas faire, et ce qui devrait se passer en réponse aux actions du joueur.
2. Les règles construisent une machine à états qui répond aux gestes du joueur.
3. Une machine à état peut être visualisée comme une plage de possibilité. Jouer à un jeu c’est interagir avec l'état de la machine et explorer les possibilités.
4. Puisqu'un jeu a plusieurs résultats, les joueurs doivent déployer des efforts pour atteindre un résultat aussi positif que possible. Il est plus difficile d'atteindre un résultat positif qu'un négatif.
5. Jouer et essayer de surmonter les défis est un gameplay, c’est une interaction avec les règles
6. Les jeux sont des expériences d’apprentissages. Le joueur aura un éventail spécifique de compétences et de méthodes (règles) pour surmonter les défis. De bon jeux demande de nouvelles compétences au joueur.
7. Les règles offrent aux joueurs des expériences agréables. Différents jeux, différentes expériences.

Jesper Juul se pose donc la question de ce que sont les règles, si elles présentent une limitation. Il en déduit que les règles d'un jeu "mettent en place de potentiels actions”, actions qui sont significatives à l'intérieur du jeu mais sans signification à l'extérieur, qu'elles précisent les limites et affordances ainsi que la structure du jeu. Juul énonce que le jeu est une machine à états.
“Les règles d’un jeu proviennent d’une machine à état empruntée de l’informatique. En bref une machine à états est une machine qui possède un état initial, acceptant une quantité spécifique d’événements d’entrées, change d'état en réponse aux entrées utilisant une fonction de transition d’état (c’est-à-dire des règles) et produit des sorties en utilisant une fonction sortie.”(Juul, 2005)
“Si vous ne pouvez pas influencer l’état du système en aucun cas, vous ne jouez pas à un jeu”(Juul, 2005)
Dans The art of computer, Donald Knuth définit la programmation : 
- Finitude
- Définition
- Entrées
- Sorties
- Efficacité

“Pour nos besoins, la définition correspond à la description des règles comme étant sans ambiguïté; la finitude et l'effectivité impliquent que les règles d'un jeu doivent être pratiquement utilisables; l’entrée et la sortie se rapporte à l’entrée et la sortie de la machine à état.” (Juul, 2005)

### Fiction
“Le monde fictif d’un jeu est projeté de nombreuses manières, en utilisant les graphismes, le son, le livret de règles, et les règles du jeu”.(Juul, 2005)
La fiction dans les jeux est :
- Subjective
- Optionnelle
- Ambiguë
- Sujette à discussion

“Les règles et la fiction sont attirées pour des raisons opposées”. (Juul, 2005)
- La narration n’est pas de la fiction
- Ce ne sont pas des histoires fixes, mais des mondes fictifs[3].

Jesper Juul définit la fiction dans les jeux comme incohérente et contradictoire : “le héros meurt et réapparaît quelques instants plus tard, le jeu de stratégie permet de “construire” de nouvelle personnes en quelques secondes ; le joueur meurt et charge une nouvelle sauvegarde pour reprendre juste avant sa mort ; les personnages du jeu parlent des contrôles que les joueurs utilisent.” “On ne connaît pas les noms des parents de Mario et Luigi”, “Le monde fictif de Donkey Kong est décrit de manière superficielle, mais il est possible d’imaginer un monde dans lequel la copine de Mario est kidnappée par un gorille maléfique et à besoin d’être sauvée. Ça se répète dans les niveaux 1 et 2. Dans le niveau 3, Donkey Kong kidnappe à nouveau la copine de Mario et retourne à l’endroit original. c’est plus difficile de comprendre pourquoi Mario a trois vies : se faire frapper par un baril, une boule de feu, ou par un démon, devrait être fatal.”
D'après Juul, il existe cinq catégories principales de jeux :
- Les jeux abstraits
- Les jeux ironiques
- Les monde incohérents
- Les mondes cohérents
- Les jeux mis en scènes

Il y a aussi différents moyens de créations artistiques :
- Graphismes
- Son
- Texte
- Cinématique
- Le titre du jeu, la boite, le manuel, les règles
- Influence la manière dont le joueur imagine le monde

Il dit également : “ Le monde d'un jeu est quelque chose que le joueur peut souvent choisir d'imaginer à sa guise.”.
Dans les jeux émergents (jeux multijoueur avec de la re jouabilité) : le joueur peut progressivement commencer à ignorer la fiction.
Et dans les jeux de progressions (jeux d’aventures) : le joueur est confronté à chaque décor une fois et est donc plus susceptible de prendre le monde fictif à sa juste valeur.

### Règles contre fiction
Selon Erving Goffman, si nous prenons un jeu d'échec, la forme réelle d'une pièce n'a pas d'importance par rapport aux autres, tant qu'on peut la dissocier du reste, la pièce est donc sans importance par rapport aux règles du jeu.
"Les jeux illustrent comment les participants sont prêts à renoncer, pour la durée du jeu, à tout intérêt apparent pour la valeur esthétique, sentimentale ou monétaire du matériel employé, en adhérant à ce que l'on pourrait appeler des règles de non-pertinence..." (Goffman, 1972)
Par exemple, il semble que si les dames sont jouées avec des bouchons de bouteille sur un morceau de linoléum quadrillé, avec des figurines en or sur du marbre incrusté, ou avec des hommes en uniforme debout sur des dalles de couleur dans un carré de cour spécialement aménagé, les paires de joueurs peuvent commencer avec les "mêmes" positions, utiliser la même séquence de mouvements stratégiques, de contrecoup, et générer les mêmes résultats d'excitement.

## Conclusion
- Comme les règles d’un jeu vidéo sont automatisées, les jeux vidéo permettent d’avoir des règles plus complexes et donc permettent d’avoir des mondes fictifs plus détaillés.
- Puisque les règles sont cachées au joueur, les jeux vidéo permettent au joueur de se concentrer initialement sur l’apparence du jeu comme monde fictif, plutôt que sur le jeu comme un ensemble de règles.
- Parce que les jeux vidéos sont immatériels, ils peuvent représenter les mondes fictifs plus facilement que les jeux non électroniques.

Les jeux sont une combinaison de règles et de fiction.